# Einar Schlereth
Einar Schlereth, född 18 december 1937 i Marienwerder i Tyskland (nuvarande Kwidzyn i Polen), är en tysk-svensk författare och översättare.

## Biografi
Schlereth flydde med sin familj  i januari 1945 till Bad Neustadt an der Saale i Franken. År 1956 avlade han studentexamen och studerade sedan anglistik och romanistik i Hamburg och Freiburg/Bg. 
Han finansierade studierna genom ströarbeten, bland annat byggarbetare, sjåare, statist och kameraassistent. År 1960–1965 studerade han i Freiburg. År 1965–1966 arbetade han som art director vid ett schweiziskt galleri. År 1966 kom han med sin dåvarande hustru till Sverige, där parets dotter föddes. Han hade täta kontakter med Vietnamrörelsen och blev bland annat medlem i Clarté. År 1968 återvände han med familj till Frankfurt/M i Tyskland och skrev sina första artiklar och översättningar för studenttidskrifter. Han har bland annat översatt Frantz Fanon, Jan Myrdal, Erik Lundqvist, Torbjörn Säfve, Juan Goytisolo, Rebecca Goldstein, Margaret Forster, Fatima Mernissi, Victor Ostrovsky, Gilad Atzmon, André Vltchek, Arundhati Roy, National Geographic, Sowjet Kunst, MANHATTAN Architektur och mycket mera till tyska.
Från och med 1971 arbetade han under 25 år på frilansbasis för NDR och Radio Bremen, där han bland annat producerade program om tredje världen, miljöfrågor och etniska minoriteter. Mellan 1979 och 1981 bodde han med familjen i Tanzania där han skrev två böcker, varav bara Null Uhr, wenn die Sonne aufgeht publicerades på grund av recessionen. Under tio år var Schlereth ordförande i den tysk-kinesiska vänskapsföreningen. Han har arbetat i solidaritetsrörelser för Palestina, Östtimor och Afghanistan.
År 1995 flyttade han åter till Sverige, där han var engagerad i den internationella översättarprojektet Tlaxcala (2009–2011).

### Webbkällor
- Einar Schlereth
- Katalog der Deutschen Nationalbibliotek
- My Youtube - einartyskens radiosändningar

### Fotnoter
1. ↑  "Einar Schlereth". everand.com. Läst 29 oktober 2024.
2. ↑  ”Indonesien. Analyse eines Massakers” (på tyska). Worldcat. 12 mars 1970. https://www.worldcat.org/title/indonesien-analyse-eines-massakers/oclc/1881512&referer=brief_results. Läst 6 december 2015.
3. ↑  ”Indonesien ; Länderkunde.” (på tyska). Worldcat. 12 mars 1975. https://www.worldcat.org/title/indonesien-landerkunde/oclc/163676573&referer=brief_results. Läst 6 december 2015.
4. ↑  ”Null Uhr, wenn die Sonne aufgeht-- : Reisen in Tansania und Zanzibar : Erfahrungen, Berichte, Frauenportraits, Leben in Dörfern, deutsch-ostafrikanische Vergangenheit” (på tyska). Worldcat. 12 mars 1985. https://www.worldcat.org/title/null-uhr-wenn-die-sonne-aufgeht-reisen-in-tansania-und-zanzibar-erfahrungen-berichte-frauenportraits-leben-in-dorfern-deutsch-ostafrikanische-vergangenheit/oclc/21153473&referer=brief_results. Läst 6 december 2015.